# Escola Internacional de Gstaad
A Escola Internacional de Gstaad era uma escola mista diurna e interna localizada em Gstaad, Suíça, fundada em 1962.
A Escola Internacional de Gstaad tinha dois campi, o Chalet Ahorn Campus em Gstaad e o Alpine Lodge Campus em Saanen.